# 152º Reggimento fanteria "Sassari"
Il 152º Reggimento fanteria "Sassari" è un'unità militare dell'Esercito Italiano con sede a "Sassari" nella caserma Gonzaga,
e un distaccamento a Pratosardo (Nuoro) nella caserma S.Ten. Mauro Gigli M.O.V.M.

### La storia recente

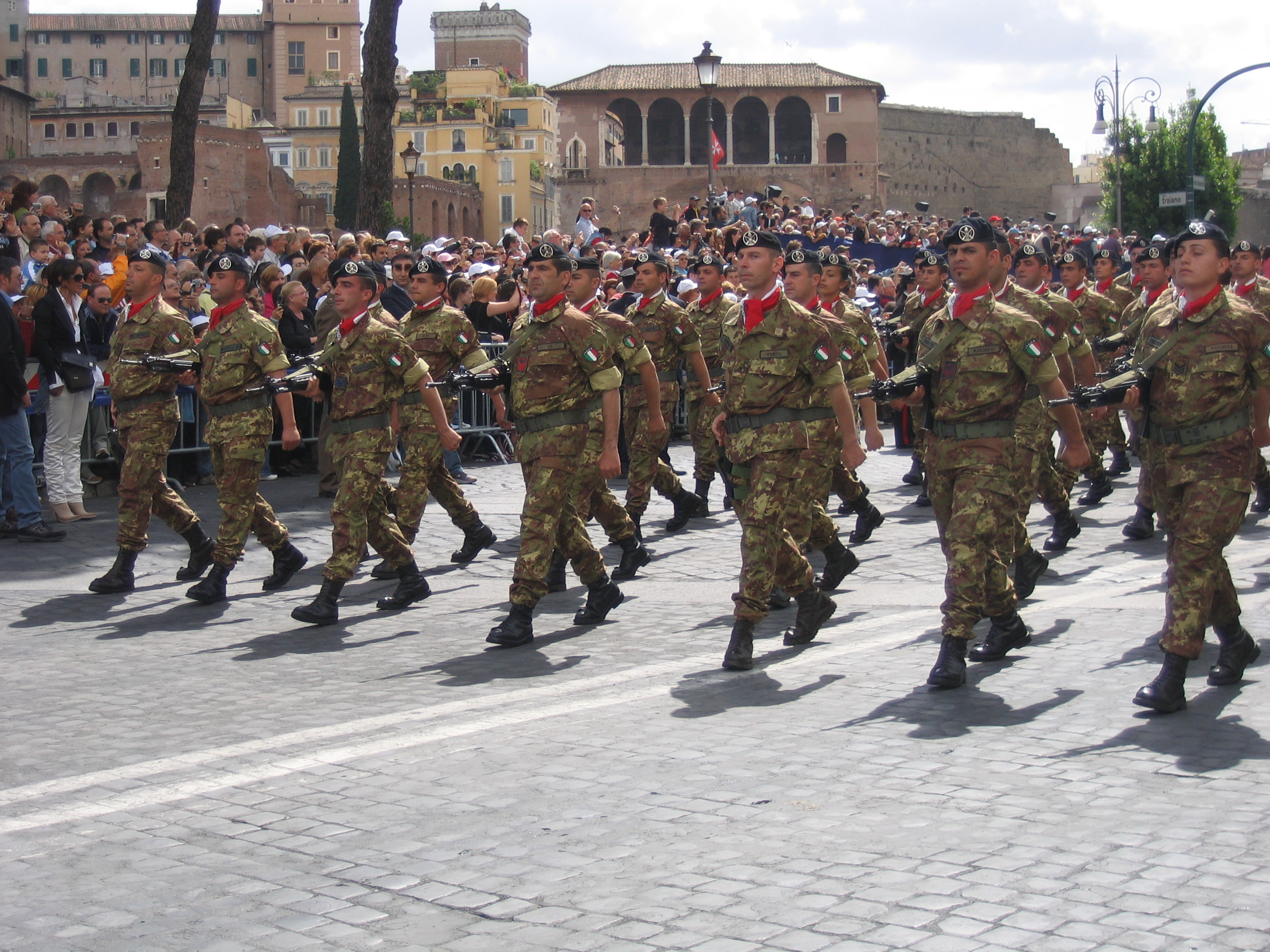
152º Reggimento fanteria "Sassari" in sfilata per la Festa della Repubblica italiana il 2 giugno 2007 a Roma

Fregio dell'Arma di Fanteria dell'Esercito Italiano (usato per la Fanteria di Linea)

## Storia

### Le origini
Il 152º Reggimento fanteria fu costituito nel centro di mobilitazione di Tempio Pausania dal deposito del 45º Reggimento "Reggio" per dare vita insieme al 151º Reggimento fanteria alla Brigata Sassari del Regio Esercito il 1º marzo 1915.

## Operazioni
| Nome                         | Luogo              | Data                             | Descrizione |
| ---------------------------- | ------------------ | -------------------------------- | --- |
| Operazione Vespri siciliani  | Italia             | 25 luglio 1992 - 8 luglio 1998   | Intervento di controllo militare per la lotta alla mafia.                                                                           |
| Operazione Joint Guardian    | Kosovo             | giugno 1999 - ottobre 1999       | Intervento di peacekeeping nella forza multinazionale NATO KFOR.                                                                    |
| Operazione Joint Guardian    | Kosovo             | giugno 2000 - novembre 2000      | Intervento di peacekeeping nella forza multinazionale NATO KFOR.                                                                    |
| Operazione Essential Harvest | Macedonia del Nord | agosto - ottobre 2001            | Bonifica da armi e munizioni dell'area balcanica.                                                                                   |
| Operazione Joint Guardian    | Kosovo             | ottobre 2002 - febbraio 2003     | Intervento di peacekeeping nella forza multinazionale NATO KFOR.                                                                    |
| Operazione Domino            | Italia             | 12 ottobre 2001 - 31 luglio 2006 | Intervento di controllo militare per fronteggiare la minaccia terroristica internazionale sul territorio italiano.                  |
| Operazione Antica Babilonia  | Iraq               | dicembre 2005 - giugno 2006      | Intervento di peacekeeping nella forza multinazionale USA.                                                                          |
| Operazione ISAF              | Afghanistan        | luglio 2007 - dicembre 2007      | Intervento di peacekeeping nell'ambito del Provincial Reconstruction Team italiano di Herat.                                        |
| Operazione Strade Sicure     | Italia             | 4 agosto 2008 - oggi             | Intervento di cooperazione con le altre Forze Armate e Forze dell'Ordine per il controllo del territorio metropolitano delle città. |
| Operazione ISAF              | Afghanistan        | ottobre 2009 - aprile 2010       | Intervento di peacekeeping costituendo la Task Force South in Farah.                                                                |
| Operazione ISAF              | Afghanistan        | ottobre 2011 - aprile 2012       | Intervento di peacekeeping costituendo la Task Force South in Farah.                                                                |
| Operazione ISAF              | Afghanistan        | febbraio 2014 - agosto 2014      | Intervento di peacekeeping costituendo la Transition Support Unit Center in Herat.                                                  |
| Operazione ISAF              | Afghanistan        | dicembre 2017 - giugno 2018      | Intervento di peacekeeping costituendo la Task Force Arena presso Camp Arena, Herat                                                 |

## Onorificenze
Nella sua storia il 152º Reggimento fanteria "Sassari" ha meritato le seguenti onorificenze alla bandiera:

### Decorati
In ordine cronologico:
- Guido Brunner, da Trieste, Sottotenente del 152º Reggimento Fanteria[6] (nome di guerra Berti Mario): «Comandante di plotone, nella difficile contrastatissima difesa di Monte Fior, conscio della suprema importanza del momento, resistette, impavido, nella linea del fuoco per dodici ore, dirigendo ed animando col suo entusiasmo il proprio reparto ed altri rimasti senza ufficiali, accorrendo ove maggiore era il pericolo, sempre audace, sereno, instancabile, finché colpito al cuore, cadde gridando: "Qui si vince o si muore! Viva l'Italia"» - Monte Fior, 8 giugno 1916
- Tito Acerbo, da Loreto Aprutino, Capitano del 152º Reggimento Fanteria: «Valoroso fra i valorosi di una gloriosa brigata, animatore impareggiabile, fulgido esempio di bravura, di abnegazione e di fede incrollabile, eccezionalmente dotato di capacità e di slancio, sempre e dovunque eroicamente condusse il suo reparto nelle più sanguinose azioni, sul Carso, sugli Altipiani e sul Piave. Quivi nella turbinosa battaglia, benché ferito, alla testa dei suoi reparti proseguiva nel violento attacco contro preponderanti forze avversarie. Impegnata un'accanitissima mischia, minacciato di accerchiamento, con impeto travolgente riusciva ad aprirsi un varco, liberandosi dalla stretta nemica e trascinando seco numerosi prigionieri. Poco dopo, colpito a morte da un proiettile nemico, incitava ancora i dipendenti a persistere nella lotta e spirava sul campo, inneggiando alla Patria» - Croce di Piave, 16 giugno 1918

## Stemma
Corona turrita
Ornamenti esteriori:
lista bifida: d'oro, svolazzante, collocata sotto la punta dello scudo, incurvata con la concavità rivolta verso l'alto, riportante il motto: "SA VIDA PRO SA PATRIA".
Onorificenza:
accollata alla punta dello scudo con l'insegna dell'Ordine Militare d'Italia pendente al centro del nastro con i colori della stessa.
Nastri rappresentativi delle ricompense al Valore: Tre Medaglie d'Oro (due al Valor Militare e una al Valore dell'Esercito) sono annodate nella parte centrale non visibile della corona turrita, scendenti svolazzanti in sbarra ed in banda dal punto predetto, passando dietro la parte superiore dello scudo.

## Insegne
- Il Reggimento indossa il fregio della Fanteria (composto da due fucili incrociati sormontati da una bomba con una fiamma dritta). Al centro nel tondino è riportato il numero "152".
- Le mostrine del reggimento sono rettangolari di colore rosso e bianco. Alla base della mostrina si trova la stella argentata a 5 punte bordata di nero, simbolo delle forze armate italiane.

## Motto del Reggimento
In lingua sarda "Sa vida pro sa Patria", tradotto "La vita per la Patria". Il sardo è la terza lingua oltre all'italiano e al latino utilizzata ufficialmente per i motti dei Reparti delle Forze Armate.

## Festa del reggimento
La festa del reggimento cade il 28 gennaio, anniversario dei combattimenti al Col del Rosso ed al Col d'Echele durante la 1ª Guerra Mondiale (1918)

## Persone legate al Reggimento
- Michele Ferraiolo
- Armando Tallarigo
- Giuseppe Musinu
- Sardus Fontana
- Celestino Manunta

## Curiosità
- La bandiera Colonnella del Reggimento ha sfilato la prima volta il 2 giugno 2005 avendo come alfiere il Ten. ammcom Roberto Giorgini.